# Опсада Атине (87—86. п. н. е.)
Опсаду Атине извршио је Корнелије Сула током Првог митридатског рата. Завршена је римском победом.

## Опсада
Први митридатски рат отпочео је 89. године п. н. е. Позиције Римљана на јужном Балкану биле су озбиљно угрожене: Тракију и Македонију је од Рима одвојио Дорилеј, Митридатов војсковођа. Митридатов адмирал Архелај господарио је Егејским морем. На његову страну стале су Беотија и Атина коју је на тај корак навео Аристион. Сула се искрцао у Епиру и кренуо ка југу. Апијан наводи да се Сула у Грчкој понашао сурово и безобрзирно, да је покушао да отме благо Делфа, Олимпије и Епидаура. При опсади Атине Сула се понашао као прави освајач. Када му је понестало дрвене грађе за опсадне справе, наредио је да се посеку гајеви у Академији. Пирејска лука потпуно је уништена како не би служила Митридатовим бродовима. Након освајања Атине, Сула се повукао у Беотију да снабде трупе. Тамо се сукобио са Митридатовом војском код Елатеје.